# Artemis IV
Artemis IV (anciennement Exploration Mission 4 ou EM-4) est une mission spatiale avec équipage qui doit se dérouler en 2028 dans le cadre du programme Artemis développé par l'agence spatiale américaine, la NASA, dont l'objectif est de ramener l'Homme sur la Lune.
Artemis IV est le quatrième vol du vaisseau Orion et la première mission du programme Artemis qui arrimera un équipage à la station orbitale lunaire Gateway. L'équipage comprend quatre astronautes qui séjourneront en orbite lunaire et comprendra un atterrissage sur la Lune.

## Objectifs
La mission Artemis IV aura pour objectif principal de continuer l'assemblage de la station lunaire Gateway en y ajoutant le module I-Hab, développé conjointement par l'Agence spatiale européenne et l'agence spatiale japonaise, la JAXA. Ce module d'habitation s'ajoutera aux deux premiers modules de Gateway, soit le PPE et le HALO, qui doivent être lancés vers une orbite de transfert lunaire par le lanceur Falcon Heavy au plus tôt en 2027.

## Équipage
En date de 2022, l'équipage pour la mission Artemis IV n'a pas encore été finalisé : le processus de sélection pour les missions du programme Artemis est ouvert à tous les astronautes de la NASA.

## Déroulement de la mission
La mission Artemis IV doit décoller à partir du Complexe de lancement 39 situé au Centre Spatial Kennedy en Floride. Cette mission est la première qui utilisera la version Bloc 1B du lanceur Space Launch System. Cette version remplace l'étage supérieur, Interim Cryogenic Propulsion Stage, utilisé lors des trois premières missions, par un étage supérieur plus puissant nommé Exploration Upper Stage (EUS), augmentant la capacité de charge utile dans une orbite de transfert lunaire.
Le vaisseau Orion, accompagné du module I-Hab, sera placé dans une orbite circulaire terrestre avant que le second étage EUS rallume ses moteurs pour effectuer une injection trans-lunaire. Par la suite, Orion se séparera du second étage EUS et s'arrimera à I-Hab pour l'extraire de EUS et larguer le second étage.
En route vers la Lune, Orion doit effectuer plusieurs manœuvres de correction de sa trajectoire pour ainsi survoler la Lune. Orion rallumera ensuite ses moteurs pour atteindre une orbite de halo presque rectiligne et débuter les manœuvres de rendez-vous avec la station Lunar Gateway. Le module I-Hab est arrimé aux deux premiers modules de la station à l'aide d'Orion. L'équipage doit intégrer la station pour s'occuper de la mise en fonction de I-Hab et de son occupation pour la durée du séjour en orbite lunaire. À la fin du séjour sur Gateway, les quatre astronautes réintègrent le vaisseau Orion et ce dernier se désarrime de la station avant d'effectuer une manœuvre de retour vers la Terre tout en faisant un survol rapproché de la Lune.
En route vers la Terre, Orion corrige sa trajectoire pour viser une rentrée précise dans l'atmosphère. Peu avant de pénétrer dans l'atmosphère terrestre, le module de service d'Orion est largué. Le vaisseau effectue sa rentrée atmosphérique à une vitesse de 12 km/s (46 300 km/h). Lorsque l'atmosphère a fait chuter sa vitesse à 600 km/h les parachutes sont déployés. Le vaisseau Orion amerrit dans l'océan Pacifique à une vitesse de 37 km/h. Des navires pré-positionnés récupèrent alors l'équipage et le vaisseau Orion.

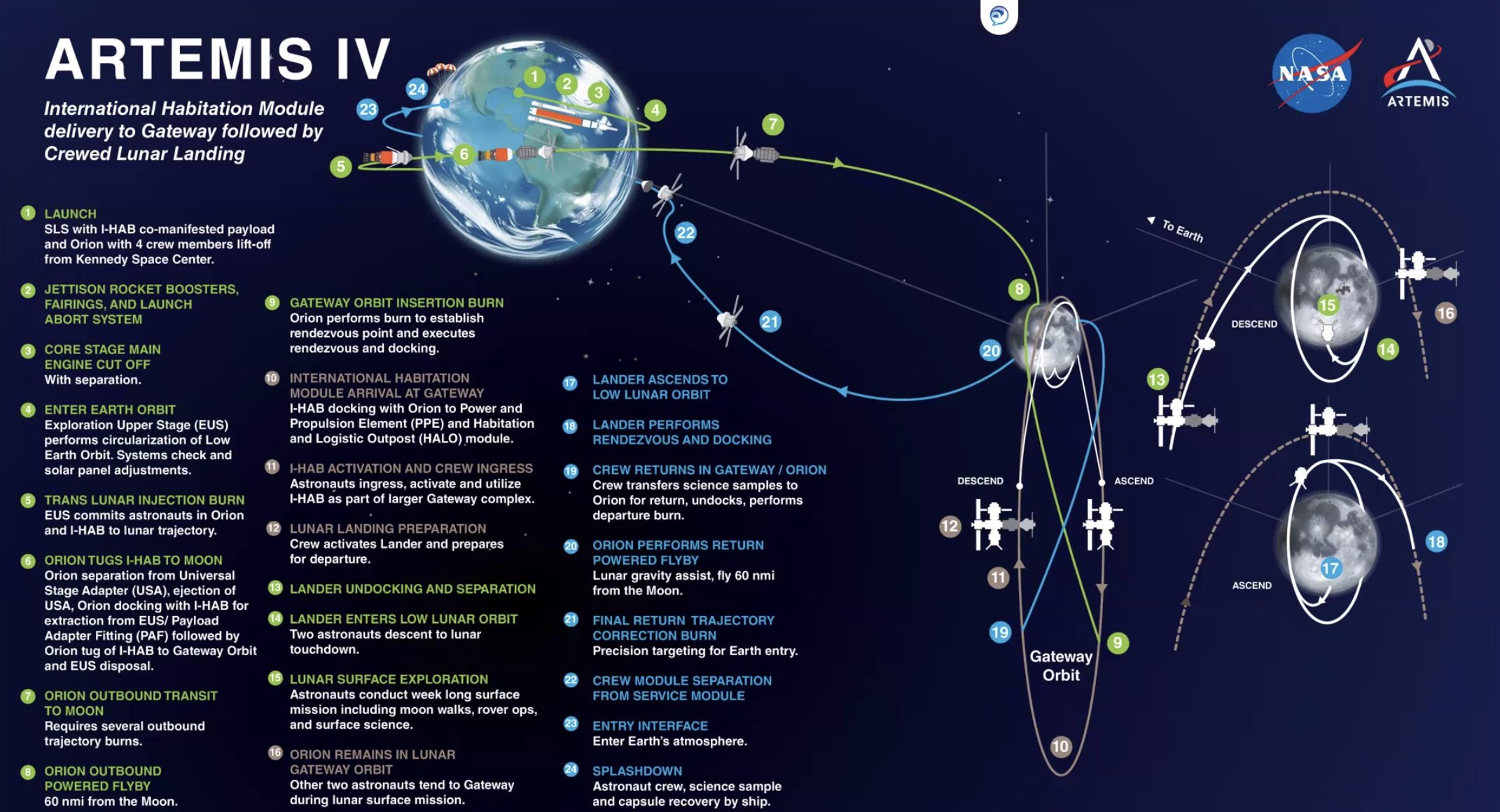
Schéma du déroulement de la mission.